# Дерюгин, Николай Александрович
Николай Александрович Дерюгин (30 апреля 1959, Кутаиси, Грузинская ССР) — советский баскетболист. Рост — 207 см. Заслуженный мастер спорта СССР (1982).
Окончил Тбилисский государственный университет.

## Биография
Играл в 1977—1986 в «Динамо» (Тбилиси). В сборной СССР — 1978—1983.
Карьеру завершал в МАВ (Венгрия) (1991—1992).
Отличался высокой точностью бросков со средних и дальних дистанций.

## Достижения
- Бронзовый призер ОИ-80
- Чемпион мира 1982
- Чемпион Европы 1981